# Marco Badoer
Marco Badoer (inizi del duecento – 1288) è stato un militare, politico e diplomatico italiano, attivo nella Repubblica di Venezia.

## Biografia
Appartenente ai Badoer del ramo di Santa Giustina, nacque da Marino che fu procuratore di San Marco nel 1223. Sposò Marchesina figlia del doge Pietro Ziani da cui ebbe numerosi figli: Marino, Marco (con il quale non va confuso), Ruggero, Giovanni, Badoaro, Andrea, Sibilla e Maria.
Nel 1256 fu messo a capo dell'esercito della lega promulgata da papa Alessandro IV contro Ezzelino III da Romano. Il 20 giugno strappò Padova al "Tiranno" e ottenne che Balzanella da Peraga, ultima discendente di una nobile famiglia della città, andasse in sposa al suo primogenito Marino. Nell'autunno del 1259, mentre il Badoer conquistava Treviso, Ezzelino moriva nella battaglia di Cassano d'Adda; il fratello di questi, Alberico, si rifugiò nel suo castello di San Zenone ma dovette arrendersi il 23 agosto 1260.
Dopo questi eventi venne restaurato il libero Comune di Treviso e il Badoer ne fu podestà dal 19 ottobre 1259 al 6 agosto 1260. Durante il suo governo si preoccupò di smobilitare l'assetto di guerra che aveva assunto la città nel corso degli scontri, di incentivare l'economia, di confiscare a favore della città tutti i beni dei da Romano e di restituire ai legittimi proprietari ciò che i due fratelli avevano sottratto con la forza.
Terminato il mandato tornò a Venezia dove fu tra gli elettori del Maggior Consiglio. In seguito venne inviato in missione diplomatica, assieme ad Egidio Querini, Giacomo Contarini e Andrea Zeno, presso papa Urbano IV per omaggiarlo dopo l'elezione; in quest'occasione, inoltre, chiesero aiuto per la perdita di Costantinopoli e il pontefice assicurò il suo appoggio.
Nel 1270, durante la guerra contro Bologna, fu a capo di una flottiglia di nove galee schierata lungo il fiume Po ed ebbe il compito di difendere la fortezza di Sant'Alberto sul ramo di Primaro. Due mesi dopo fu sostituito da Jacopo Dandolo e tornò a Venezia.
Nel periodo tra la morte del doge Lorenzo Tiepolo e l'elezione del successore Jacopo Contarini, fece parte del Minor Consiglio ed ebbe quindi il compito di reggere il Ducato durante l'interregno.
Nel 1278 redasse il suo testamento, disponendo di venire sepolto ai Frari nella tomba di famiglia. Nello stesso anno fu ambasciatore con Andrea Zeno e Giberto Dandolo presso il neoeletto Niccolò III. Secondo Andrea Dandolo il pontefice non li volle ricevere, indignato per la guerra che i Veneziani stavano conducendo contro Ancona; stavano per tornare in patria quando il papa li richiamò solo per rimproverarli severamente e non volle ascoltare le loro scuse.
Nel 1281 risulta Consigliere ducale e l'anno seguente podestà di Chioggia. Dovrebbe essere morto nel 1288 poiché in quell'anno i figli attuarono le sue disposizioni testamentarie.